# Ravil Gajnoetdinov
Ravil Ismagilovitsj Gajnoetdinov (Russisch: Рави́ль Исмаги́лович Гайнутди́нов; Tataars: Равил Исмәгыйл улы Гайнетдинев; Sjali, 25 augustus 1959) is de voorzitter van de Raad van moefti's van Rusland en de spirituele leider van moslims in de Russische Federatie. Volgens Russische en Tataarse bronnen is hij de ‘invloedrijkste moslim in Rusland’.